# Obrnice
Obrnice (deutsch Obernitz) ist eine Gemeinde im Böhmischen Mittelgebirge im Okres Most in (Tschechien).

## Geschichte
Durch Funde lassen sich erste Besiedlungen bereits in der Bronzezeit feststellen. 1282 erfolgte die erste schriftliche Erwähnung in einer Schenkurkunde, in der Obernitz mit einer Mühle verzeichnet ist. 1341 wurde das Dorf Eigentum des Klosters Ossegg. 1420 wurde der Ort zur Begleichung von Kriegsschulden an Nikolaus Schönbritz übergeben, der ihn an Jan von Vřesovic weiterreichte.
1460 wurde das Kloster Ossegg wieder Eigentümer und blieb es bis auf die Jahre 1620–1629, in denen das Dorf Ritter Felix Kaplirz de Sulewicz gehörte. In dieser Zeit lebten vornehmlich Deutsche im Ort.
Durch den Braunkohlebergbau wuchs auch die Bevölkerung. Durch den Bedarf des Bergbaus entstanden weitere Industrien im Ort. Ein Ziegelwerk wurde erbaut, und das Dorf wurde durch Straßen erschlossen. 1871 erhielt Obernitz durch die private Prag-Duxer Eisenbahn Eisenbahnanschluss.

## Gemeindegliederung
Die Gemeinde Obrnice besteht aus den Ortsteilen České Zlatníky (Böhmisch Zlatnik, auch Schladnig), Chanov (Khan) und Obrnice (Obernitz), die zugleich auch Katastralbezirke bilden.

## Sehenswürdigkeiten
- Die Kirche des Heiligen Georg in České Zlatníky. Die Kirche stammt vom Ende des 17. Jahrhunderts.

## Söhne und Töchter der Gemeinde
- Florence Marly (1918–1978), tschechoslowakisch-US-amerikanische Filmschauspielerin
- Eduard Schreiber (* 1939), deutscher Dokumentarfilm-Regisseur